# Mads Boe Mikkelsen
Mads Boe Mikkelsen (ur. 11 grudnia 1999) – farerski piłkarz występujący na pozycji obrońcy lub pomocnika, reprezentant kraju. Od 2022 roku piłkarz KÍ Klaksvík.

## Życiorys
Był juniorem Aarhus GF, występował także w drużynie rezerw. W 2018 roku został piłkarzem Vendsyssel FF. W Superligaen zadebiutował 29 lipca tegoż roku w przegranym 0:3 spotkaniu z FC Nordsjælland. Ogółem w sezonie 2018/2019 rozegrał cztery ligowe mecze, zdobył także gola w spotkaniu przeciwko Vejle BK. Po zakończeniu sezonu jego klub spadł do 1. division. W sezonie 2019/2020 rozegrał sześć meczów w lidze. W czerwcu 2020 roku na zasadzie wolnego transferu przeszedł do HB Tórshavn. W Betrideildin zadebiutował 22 czerwca w przegranym 0:2 spotkaniu z NSÍ Runavík. W 2020 roku zdobył z klubem mistrzostwo i puchar kraju. W 2021 roku zdobył wicemistrzostwo. Ogółem w HB wystąpił w 13 meczach ligowych. W 2022 roku został zawodnikiem KÍ Klaksvík. 4 czerwca 2022 roku zadebiutował w reprezentacji w przegranym 0:4 spotkaniu z Turcją w ramach Ligi Narodów UEFA.

## Statystyki ligowe
| Sezon     | Klub          | Liga         | Mecze | Gole |
| --------- | ------------- | ------------ | ----- | ---- |
| 2018/2019 | Vendsyssel FF | Superligaen  | 4     | 1    |
| 2019/2020 | Vendsyssel FF | 1. division  | 6     | 0    |
| 2020      | HB Tórshavn   | Betrideildin | 3     | 0    |
| 2021      | HB Tórshavn   | Betrideildin | 10    | 0    |